# České derby
České derby je rovinový dostih pro tříleté koně, který se běží na 2400 m (což odpovídá britské jedné a půl míli). Tento vrchol rovinové dostihové sezóny, kterému se podle charakteristické dekorace vítěze hovorově říká „Modrá stuha“, se koná zpravidla koncem června na dostihovém závodišti v Praze-Velké Chuchli.

## Vznik Československého derby a Jockey Club
Základní úlohou Československého Jockey Clubu Jockey Club České republiky, založeného 28. března 1919 (ustavující schůze se konala 3. května 1919), byla obnova první světovou válkou značně poškozeného domácího chovu a dostihového provozu. Potýkal se s mnoha problémy. Jen málo plnokrevníků přežilo první světovou válku, byl nedostatek českých majitelů větších stájí, závodiště utrpěla četné škody (kupříkladu karlovarské bylo změněno ve vojenský sklad). Namísto provinčních mítinků bylo třeba vytvořit zbrusu nový dostihový komplex pro mladou republiku. Členové Jockey Clubu se snažili zajistit plnokrevné zázemí dovozem koní z Rakouska, Maďarska a z dalších zemí. Závodiště ve Velké Chuchli se poprvé otevřelo 13. května 1920. První sezóna se podobala experimentu. Před začátkem té druhé už Jockey Club vypracoval pevný kalendář, jehož vrcholem se mělo stát Derby.  
Tento dostih je ve většině zemí, kde se testuje výkonnost plnokrevníků v klasických dostizích, nejprestižnějším rovinovým dostihem. V Československu se běželo poprvé 22. května 1921 a podle francouzského vzoru bylo nazván Cena Československého Jockey Clubu. Favority byli samozřejmě zahraniční koně – maďarský Androclus a rakouští hřebci Boxerl a Pirók. V poli sedmi koní zvítězil Boxerl II s rakouským jezdcem Jakobem Vinzenzem a stal se tak prvním československým derby-vítězem. Z československých koní se nejlépe umístila svěřenkyně trenéra Jaroslava Rosáka Lissy, která se pak stala slavnou plemennou klisnou a jejíž tři synové se stali vítězi Československého derby. Doběhla na čtvrtém místě. Celková dotace dostihu činila 45 000 Kčs, z toho pro vítěze 30 000 Kč (tedy dvě třetiny).
O čtyři roky později Jockey Club poprvé vydal Plemennou knihu, registrující plnokrevný chov na území státu.

## Změny názvu (1922–2010)
V letech 1922–1938 se dostih konal pod názvem Československé derby, v roce 1939 Českomoravské derby. V letech 1940–1944 nesl název Modrá stuha českomoravská. Po válce nesl takřka na půl století název Československé derby (1945–1992). Po rozdělení Československa byl dostih přejmenován na České derby. Pod tímto jménem se poprvé běžel v roce 1993 jako První České derby Večerníku Praha. Název sponzorů se pak stal i součástí názvu dostihu. O rok později se běželo Druhé České derby Večerníku – Praha (ve jménu sponzora se objevila pomlčka). V letech 1995–1999 se přestalo uvádět ve jménu dostihu pořadové číslo ročníku. V roce 1996 byl dokonce název dostihu zcela krátký a výstižný – České derby. V roce 2000 se pořadové číslo ročníku do názvu dostihu vrátilo (VIII. České derby společnosti Lease Plan), ovšem v dalších dvou letech (2001 a 2002) od něj bylo opět upuštěno. Teprve v roce 2003 se přistoupilo k tradičnímu číslování od prvního ročníku 1921 – tento ročník tak byl již 83. v pořadí (83. ČESKÉ DERBY společností SETUZA, a.s. a MARILA BALÍRNY, a.s.). Toto číslování v rámci názvu dostihu se dodržuje dodnes (rok 2010).

## Zajímavosti
- Všechny ročníky byly konány na závodišti v Praze-Velké Chuchli. Výjimkou byl pouze rok 1995, kdy se dostih běžel v Karlových Varech a rok 2013, kdy bylo závodiště zdevastováno červnovou povodní a dostih se běžel v Mostu. Do Velké Chuchle se vrátilo 22. června 2014 opětovným vítězstvím Holčákovy stáje Monte Negro (třetí rok po sobě).
- Zatímco Velká pardubická steeplechase se ve válečných letech nekonala, derby se koná pravidelně, rok co rok.
- Do roku 1928 se Derby konalo ve druhé polovině května, koncem 20. let 20. století několik ročníků v červnu a poté opět v květnu, na sklonku První republiky buď poslední neděli v květnu, nebo první (výjimečně též druhou) neděli v červnu; v roce 1942 se kvůli heydrichiádě běželo 2. září a počátkem září se běželo i v roce 1945; červnový termín nadále kolísal, až se počátkem 60. let 20. století ustálil na předposlední či poslední červnové neděli; v tomto termínu se běhá dodnes.
- Významnou událostí bylo Čs. derby 1931, které oficiálně navštívil prezident republiky Tomáš Garrigue Masaryk. Přihlížel vítězství hřebce Oskara s jezdcem Jiřím Eschem
- Nejvíce našich modrých stužek (tradiční cenou vítězi je vavřínový věnec s modrou stuhou) získal žokej Vlastimil Smolík, který vyhrál Československé derby celkem šestkrát, z toho v letech 1989 – 1991 jako čistý hattrick (1980, 1981, 1986, 1989, 1990, 1991). Pět vítězství v Československém derby měli na svém kontě žokejové Josef Šach (1949, 1957, 1961, 1963, 1975) a František Huleš (1958, 1965, 1969, 1974, 1976). Jedinou vítěznou jezdkyní byla řadu let Miloslava Hermansdorferová (1972, Crapom), nicméně v roce 2010 zvítězila „ještě dívka“, teprve šestnáctiletá María Magdalena Rossak s ryzákem Talgadem, a to v rekordním čase 2:28,46 minut. Nejúspěšnějšími trenéry jsou František Vítek, Jaroslav Mašek a František Holčák, kteří připravili po šesti vítězích – František Vítek v letech 1979, 1980, 1988, 1989, 1991, 1995, Jaroslav Mašek v letech  1973, 1974, 1975, 1976, 1981, 1982 a František Holčák 1992, 1996, 1999, 2001, 2009, 2012. Pět vítězství má na svém kontě trenér Josef Celler 1945, 1947, 1952, 1956, 1957. Pouze dvě vítězství zaznamenal trenér Karel Šmejda 1927 (Dagobert), 1944 (Diva), avšak jeho život předčasně ukončila kulka německého ostřelovače, když za Pražského povstání v květnu 1945 navzdory zákazu vycházení nesl koním krmení a vodu. Zatím jedinou vítěznou trenérkou je Pavla Váňová (2002 Poderoso).
- Nejvíce vítězství mezi stájemi i chovateli nasbíral Hřebčín Napajedla / reprezentanti jeho barev vyhráli Čs. derby celkem třináctkrát (v letech 1955–1990), jeho odchovanci triumfovali dokonce v rovných čtyřech desítkách ročníků (1925–1991).
- Nejstarším vítězným jezdcem v Derby byl Josef Šach, který půl roku po vítězství s Veronalem v roce 1975 oslavil padesáté šesté narozeniny, nejmladším byl dlouhá léta Jaroslav Houra, který získal modrou stužku v roce 1932 s Rekem ve svých devatenácti letech – jeho rekord překonala v roce 2010 šestnáctiletá María Magdalena Rossak s ryzákem Talgadem.
- Rekord dostihu drželi postupně hřebci Boxerl, Renommé, Přemysl, Tornado, Masis, Norbert, Barbakan a Temirkanov. V roce 2003 se první rekordmankou stala klisna Ohne Sorge, která také jako první zaběhla trať Derby pod hranicí dvou minut a třiceti sekund (čas 2:29,5, žokej Jaroslav Donoval); v roce 2010, v 90. derby, ji překonal hřebec Talgado s časem 2:28,46 s jezdkyní Marií Magdalenou Rossak.
- Většinu vítězů Derby během jeho 103 ročníků (1921–2023) tvoří hřebci, mezi kterými nalezneme pouze šestnáct vítězných klisen: Cléopatra (1924), Blue Star (1928), Perle (1929), Diva (1944), Bosna (1949), Svatava (1950), Corvetta (1961), Elita (1974), Latina (1980), Arva (1988), Nora Jeane (1997), Ohne Sorge (2003), Ready For Life (2005), Blessed Kiss (2018), Queen of Beaufay (2022), Abha (2023).
- České derby patří mezi pět nejdůležitějších výkonnostních zkoušek pro plnokrevníky. Tři z těchto klasických dostihů tvoří takzvanou Klasickou trojkorunu: Velká jarní cena, České derby a Saint Leger. Dostihy jsou vyhrazené pouze pro tříleté koně; Trojkorunu tak může kůň získat jen jednou v životě. Ve třech letech by měli být plnokrevníci na vrcholu fyzických sil. Svou účastí, umístěním nebo vítězstvím v některém z těchto dostihů rozhodují o svém budoucím využití v plnokrevném chovu.
- Klasickou trojkorunu získala dosud jediná klisna – Arva (1988).
- Derby je klasickým dostihem, který se koná téměř ve všech zemích, které testují výkonnost tříletých plnokrevníků. Po vzniku samostatné Slovenské republiky se tak od roku 1993 běhá derby také na Slovensku. Nese název Slovenské derby a pořádá se na závodišti v Bratislavě – Starém háji. Na rozdíl od Českého derby je součástí názvu od počátku v roce 1993 číslo ročníku (rok 1993 byl první).
- Žokej Jan Rája zvítězil v 91. Českém derby v roce 2011 pouhých čtrnáct dní poté, co si ve Velké Chuchli při pádu během zkušebního cvalu v Červnovém poháru ze sedla koně I WILL DO IT zlomil klíční kost a byl převezen do plzeňské nemocnice, kde byl operován.
- Nejvíce koní se Čs. derby zúčastnilo v roce 1973 – dvacet, nejméně v roce 1923 – šest.

## Přehled vítězů
| Rok  | Kůň                    | Původ (otec – matka)                            | Jezdec                      | Majitel                       | Trenér                     | Čas     |
| ---- | ---------------------- | ----------------------------------------------- | --------------------------- | ----------------------------- | -------------------------- | ------- |
| 2024 | NAUGHTY PETER          | Tai Chi(GER) - Nebiola(GER)                     | Richard Kingscote           | Westminster Race Horses (POL) | Jodlowski Maciej           | 2:31,06 |
| 2023 | ABHA (FR)              | Zelzal (FR) - Nayfah (FR)                       | Ricardo Sousa Ferreira      | Jana Dufková                  | Janáčková Koplíková Ingrid | 2:31,84 |
| 2022 | QUEEN OF BEAUFAY (FR)  | Zarak (FR) - Pikardie (FR)*                     | Petr Foret                  | DS Pegas                      | Török Dalibor              | 2:29,14 |
| 2021 | HAZARDER (IRE)         | Harzand (IRE) - Kitoko (IRE)                    | Václav Janáček              | Dr. Charvát                   | Tůma Pavel                 | 2:30,83 |
| 2020 | OPASAN (IRE)           | French Navy (GB) - Ouija's Sister (GB)          | Radek Koplík                | BORMANN                       | Chodúr Jozef               | 2:33,36 |
| 2019 | PACIFIC HILL (GER)     | Nathaniel (IRE) - Paulaya (GER)                 | Jiří Palík                  | Monte Negro                   | Radek Holčák               | 2:38,08 |
| 2018 | BLESSED KISS (FR)      | Kentucky Dynamite (USA) - Blanc Sur Blanc (IRE) | Wladimir Panov              | Baizhasrkinov Yerbol          | Igor Endaltsev             | 2:33,52 |
| 2017 | JOSEPH                 | Lando (GER) - Josselin (FR)                     | Jiří Palík                  | Dr. Charvát                   | Pavel Tůma                 | 2:29,19 |
| 2016 | GONTCHAR(FR)           | Champs Elysees (GB) - Gontcharova (IRE)         | Bauyrzhan Murzabayev        | Valentin Bukhtoyarov          | Arslangirej Šavujev        | 2:33,01 |
| 2015 | TOUCH OF GENIUS (IRE)  | Galileo (IRE) – Festoso (IRE)                   | Jaromír Šafář               | Statek Blata Český Ráj        | Josef Váňa                 | 2:36,97 |
| 2014 | CHEEKY CHAPPIE (IRE)   | High Chaparral (IRE) – Cheeky Weeky (IRE)       | Jiří Chaloupka              | Monte Negro                   | Radek Holčák               | 2:36,97 |
| 2013 | MISTER AVIATION (IRE)  | Montjeu (IRE) – Gamra (IRE)                     | Ján Havlík                  | Monte Negro                   | František Holčák           | 2:31,97 |
| 2012 | KADYNY (IRE)           | Zamindar (USA) – Hoh My Darling (GB)            | Jiří Chaloupka              | Monte Negro                   | František Holčák           | 2:30,76 |
| 2011 | ROCHES CROSS (IRE)     | Whipper (USA) – Danemarque (AUS)                | Jan Rája                    | Jasna                         | Josef Váňa                 | 2:30,31 |
| 2010 | TALGADO (GB)           | Lomitas (GB) – Haiyfoona (GB)                   | María Magdalena Rossak      | Lider Racing Stable           | Filip Neuberg              | 2:28,46 |
| 2009 | AGE OF JAPE (POL)      | Jape (USA) – Age of Gold (GB)                   | Jean Pierre Lopez           | Bača Palkovice                | František Holčák           | 2:31,37 |
| 2008 | TULLAMORE (USA)        | Theatrical (IRE) – Bungalow (USA)               | Václav Janáček              | YOKO                          | Zdeno Koplík               | 2:30,62 |
| 2007 | MEDEO (IRE)            | Monsun – Saquiace                               | Paul Eddery                 | Stáj Turan                    | Arslangirej Šavujev        | 2:31,1  |
| 2006 | LAUREAT (GER)          | Medaaly – Lawooda                               | Václav Janáček              | Gestüt Haus Hahn-Neuberg      | Filip Neuberg              | 2:30,3  |
| 2005 | READY FO LIFE          | Rainbows for Life – Ready AA                    | Jiří Palík                  | Buc-Film                      | Josef Váňa                 | 2:37,9  |
| 2004 | DARSALAM (IRE)         | Desert King – Moonsilk                          | Stanley K.M. Chin           | Stáj Turan                    | Arslangirej Šavujev        | 2:30,3  |
| 2003 | OHNE SORGE (GER)       | Royal Solo – Ontaria                            | Jaroslav Donoval            | WIN                           | Filip Neuberg              | 2:29,5  |
| 2002 | PODEROSO (GER)         | Brief Truce – Potenza                           | Philip Robinson             | Galaxie-H.M.                  | Pavla Váňová               | 2:30,6  |
| 2001 | TRIBAL INSTINCT (IRE)  | Doyoun – Mystery Treat                          | John Francis Egan           | Ray Racing                    | František Holčák           | 2:30,6  |
| 2000 | INDURAIN (GER)         | Platini – Invitation                            | Jozef Bojko                 | Stall Nerce                   | Hubertus Fanelsa           | 2:34,1  |
| 1999 | RAY OF LIGHT (IRE)     | Rainbows for Life – Topmost                     | Kamil Píchal                | FCC Folprecht Brno            | František Holčák           | 2:30,7  |
| 1998 | TEMIRKANOV (GB)        | In The Wings – Lastcomer                        | Dušan Andrés                | Stajńa Erdan                  | Arslangirej Šavujev        | 2:30,4  |
| 1997 | NORA JEANE (IRE)       | Reprimand – Mainmast                            | Karol Šarina                | Rainbow Racing                | Tomáš Šatra                | 2:34,1  |
| 1996 | GLOWING (FR)           | Kendor – Only Star                              | William Lord                | Kora-Law Soziri V.Karlovice   | František Holčák           | 2:33,4  |
| 1995 | REGULUS                | Lincoln – Redakta                               | Libor Šindar                | Nicola Ahrend                 | František Vítek            | 2:42,8  |
| 1994 | PROGRESSION (GB)       | Reprimand – Mainmast                            | Karol Šarina                | 20th Century                  | Tomáš Šatra                | 2:34,9  |
| 1993 | MANHATTAN PROJECT (GB) | Shardari – River Call                           | Piotr Piatkowski            | Quo Vadis Hanex               | Gerárd Martin              | 2:35,5  |
| 1992 | BARBAKAN (POL)         | Czubaryk – Bandera                              | Stanislav Koubek            | Zbrojovka a.s. Vsetín         | František Holčák           | 2:30,7  |
| 1991 | LYKEION                | Long Meadows – Lyl                              | Vlastimil Smolík            | Nicola Ahrend-Napajedla       | František Vítek            | 2:32,8  |
| 1990 | GIMT                   | Lincoln – Gineja                                | Vlastimil Smolík            | K.p. Tlumačov-Napajedla I     | Jiří Janda                 | 2:33,2  |
| 1989 | LANCELOT               | Amyndas – Latina                                | Vlastimil Smolík            | K.p. Tlumačov-Napajedla II    | František Vítek            | 2:32,6  |
| 1988 | ARVA                   | Scottish Rifle – Arnika                         | William Lord                | PP Topoľčianky                | František Vítek            | 2:35,4  |
| 1987 | DOX                    | Toxin – Dóza                                    | Josef Dolejší               | JZD Slušovice                 | Václav Chaloupka           | 2:33,5  |
| 1986 | DYNAMIT                | Norbert – Dýmka II                              | Vlastimil Smolík            | JZD Jílové                    | Ladislav Šilhavý           | 2:32,8  |
| 1985 | TROCADERO              | Scottish Rifle – Tarantella                     | Jochen (Joachim) Potempa    | VV Zákupy                     | Jaroslav Drlík             | 2:33,4  |
| 1984 | JUROR (POL)            | Saragan – Jurystka                              | Mieczyslaw Melnicki         | St. Wawrzyncowice             | Staszek Dziecina           | 2:32,0  |
| 1983 | TARAN                  | Norbert – Tarantella                            | Vratislav Kubát             | VV Zákupy                     | Jaroslav Drlík             | 2:32,9  |
| 1982 | CEDROS                 | Mehari – Century Anne                           | Milan Klučka                | Hřebčín Napajedla             | Jaroslav Mašek             | 2:39,6  |
| 1981 | NELSON                 | Tuny – Ninive                                   | Vlastimil Smolík            | Hřebčín Napajedla             | Jaroslav Mašek             | 2:32,4  |
| 1980 | LATINA                 | Masis – La Legion                               | Vlastimil Smolík            | Hřebčín Napajedla             | František Vítek            | 2:36,8  |
| 1979 | VALDAJ                 | Behistoun – Valentina                           | József Vas                  | Hřebčín Napajedla             | František Vítek            | 2:34,2  |
| 1978 | BELLER (SU)            | Le Loup Garou – Berezina                        | Milan Klučka                | JZD Slušovice                 | František Held             | 2:37,4  |
| 1977 | BOHATIER               | Hviezdar – Bohyně                               | József Vas                  | PP Šamorín                    | Miroslav Šusta             | 2:35,4  |
| 1976 | SUDAN                  | Negresco – Symfonie                             | František Huleš             | Hřebčín Napajedla             | Jaroslav Mašek             | 2:35,8  |
| 1975 | VERONAL                | Wiesenklee – Verona                             | Josef Šach                  | Hřebčín Napajedla             | Jaroslav Mašek             | 2:35,7  |
| 1974 | ELITA                  | Masis – Elisabeth                               | František Huleš             | Hřebčín Napajedla             | Jaroslav Mašek             | 2:40,5  |
| 1973 | SEAL CS (IRE)          | Appiani II – Seacide                            | Vladislav Fedorowicz        | Hřebčín Napajedla             | Jaroslav Mašek             | 2:38,4  |
| 1972 | CRAPOM                 | Detvan – Cranora                                | Miloslava Hermansdorferová  | PP Kladruby                   | Josef Krištůfek            | 2:33,9  |
| 1971 | HVIEZDAR               | Lyon – Hviezda                                  | Miroslav Šusta              | PP Šamorín                    | Miroslav Šusta             | 2:35,7  |
| 1970 | NORBERT (HUN)          | Nostradamus – Cirkalom                          | József Vas                  | Stáj Xaverov                  | József Kiss                | 2:31,3  |
| 1969 | RELIEF                 | Masis – Relation                                | František Huleš             | PP Kladruby                   | Josef Krištůfek            | 2:36,3  |
| 1968 | SEBESTYÉN (HUN)        | Spalato – Brigitta                              | Mihályi Pintér              | Stáj Xaverov                  | Jaroslav Houra             | 2:32,9  |
| 1967 | SILVER                 | Detvan – Silvana                                | Nikolaj M. Laks             | Hřebčín Napajedla             | N. M. Laks                 | 2:33,5  |
| 1966 | CORVET                 | Liberál – Corneta                               | Tibor Farkas                | Stáj Xaverov                  | Josef Šach                 | 2:33,8  |
| 1965 | MYJAVAN                | Astyanax – Myjava                               | František Huleš             | Stáj Machnáč                  | Břetislav Karel            | 2:32,4  |
| 1964 | RIH (GB)               | Impeccable – Umdnas                             | Károly Csincserak           | Stáj Sulz                     | Paul Anthoine              | 2:37,3  |
| 1963 | NIL                    | Mohykán – Nekla                                 | Josef Šach                  | SPS Xaverov                   | František Hofbauer         | 2:38,0  |
| 1962 | LYON                   | Masis – Lydie                                   | Josef Bořík                 | ŠPÚ Motešice                  | František Hurban           | 2:34,4  |
| 1961 | CORVETTA               | Liberál – Corneta                               | Josef Šach                  | SPX Xaverov                   | František Hofbauer         | 2:34,5  |
| 1960 | CEJLON                 | Deux pour Cent – Cetina                         | Miroslav Šusta              | St. hřebčín Tlumačov          | Karel Truhlář              | 2:36,9  |
| 1959 | CENT                   | Deux pour Cent – Cetina                         | František Toušek            | Št. žrebčín Horné Motěšice    | František Hurban           | 2:33,9  |
| 1958 | VÁLEK                  | Gradivo – Valuta                                | František Huleš             | VZ Smíchov                    | Josef Koloc                | 2:33,7  |
| 1957 | KORBEL                 | City – Korouhev                                 | Josef Šach                  | Stáj hřebčinu Napajedla       | Josef Celler               | 2:33,6  |
| 1956 | BLYSKAČ                | City – Bledule                                  | František Toušek            | Št. žrebčín Horné Motešice    | František Hurban           | 2:38,1  |
| 1955 | MASIS                  | City – Mamuška                                  | Karel Havelka               | Státní hřebčín Napajedla      | Josef Celler               | 2:32,3  |
| 1954 | SYMBOL                 | Gradivo – Sidney                                | Jaroslav Mašek              | Žrebčín Prešov                | Karel Truhlář              | 2:35,4  |
| 1953 | MAKAR                  | City – Mamuška                                  | Josef Bořík                 | St. hřebčín Nemošice          | Jaroslav Houra             | 2:36,4  |
| 1952 | HÁJEK                  | Gradivo – Hájenka                               | Oldřich Merta               | Stáj KVP Praha                | Josef Celler               | 2:33,3  |
| 1951 | PINK PEARL (POL)       | Pilade – Rosa Nera                              | Wladyslaw Biesiadzinski     | St. Szcecin                   | Konstanty Chatizow         | 2:43,5  |
| 1950 | SVATAVA                | City – Sidney                                   | Josef Bořík                 | Stáj JSČZ                     | Jaroslav Houra             | 2:34,1  |
| 1949 | BOSNA                  | City – Berounka                                 | Josef Šach                  | Stáj Alka                     | František Hurban           | 2:39,8  |
| 1948 | LIBERÁL                | Téléférique – Liaison                           | Josef Bořík                 | Stáj Pluto                    | Jaroslav Houra             | 2:44,2  |
| 1947 | PANOŠ                  | Abendfrieden – Pasiphaé                         | Ferenc (František) Hofbauer | Stáj A. P.                    | Josef Celler               | 2:35,0  |
| 1946 | VANDAL                 | Etalon Or – Vandoise                            | Josef Krištůfek             | Stáj Pluto                    | Josef Strouhal             | 2:43,0  |
| 1945 | RAVELLO (GER)          | Chillone – Römerfahrt                           | Leslie Lomax                | Stáj Anka                     | Josef Celler               | 2:42,2  |
| 1944 | DIVA                   | Simson – Danaide                                | Bohumil Klečka              | Eberhard Maueve               | Karel Šmejda               | 2:40,6  |
| 1943 | SAINT AMOUR (FR)       | Mirza II – Sainte Alice                         | János Gutai                 | Stáj Manka                    | Ferdinand Szigeti          | 2:34,4  |
| 1942 | LIONEL                 | West Nor West – Lisi                            | Leslie Lomax                | Stáj Jana                     | Leslie Lomax               | 2:34,4  |
| 1941 | PILOT                  | Embargo – Fool's Paradise                       | Stefan Takács               | Eberhard Maueve               | Richard Richter            | 2:35,6  |
| 1940 | JÁNOŠÍK (IRE)          | Grand Glacier – Lady Brock                      | János Vrábel                | Stáj Harry                    | Richard Richter            | 2:37,8  |
| 1939 | SIMONEL                | Simson – Lissy                                  | Viktor Esch                 | Stáj Frako                    | Ondřej Kereszturi          | 2:34,1  |
| 1938 | ALCAZAR                | Nubier – Lisi                                   | Georg Esch                  | A. Geisselreiter              | Josef Slepeczky            | 2:41,7  |
| 1937 | TORNADO                | Ossian (Fels) – Tally                           | Oldřich Merta               | Stáj Harry                    | Jaroslav Rosák             | 2:33,0  |
| 1936 | NAPOLI                 | Naplopó – Lieschen                              | Georg Esch                  | Stáj Ruda                     | František Puck             | 2:36,4  |
| 1935 | PŘEMYSL                | Simson – Lissy                                  | Heinrich Teltschik          | Stáj Mici                     | Vilém Lomax                | 2:34,0  |
| 1934 | SIMPLON                | Simson – Lissy                                  | Viktor Tausz                | Philip de Vries               | Ondřej Kereszturi          | 2:38,6  |
| 1933 | FAMOS (GER)            | Famulus – Tatkraft                              | Viktor Tausz                | Stáj Plan                     | Ondřej Kereszturi          | 2:36,2  |
| 1932 | REK                    | Simson – Rag-time                               | Jaroslav Houra              | Stáj Morava                   | Jaroslav Rosák             | 2:39,0  |
| 1931 | OSKAR                  | Ossian (Fels) – Steffici                        | Georg Esch                  | Stáj Chrudim                  | Antonín Neumann            | 2:35,9  |
| 1930 | PHÖNIX (HUN)           | Pázmán – Ximenia                                | Ferenc Szilágyi             | O. Schiller                   | Marian Zangen              | 2:35,0  |
| 1929 | PERLE                  | Percy – Lerche                                  | Géza Janek                  | Mr. Kurt                      | Vilém Geoghegan            | 2:36,0  |
| 1928 | BLUE STAR              | Sanskrit – Blue Bell                            | Karel Holoubek              | Stáj Ráječko                  | soukr. trénink             | 2:44,8  |
| 1927 | DAGOBERT (AUT)         | Dagor – Getreue                                 | Karel Holoubek              | Eberhard Maueve               | Karel Šmejda               | 2:47,2  |
| 1926 | VALČÍK                 | Percy – Willkür                                 | Václav Mildorf              | Stáj Morava                   | Jaroslav Rosák             | 2:52,7  |
| 1925 | RENOMMÉ                | Percy – Raymonde                                | Joseph (John) Cockeram      | Stáj paní M.                  | Vilém Lomax                | 2:34,8  |
| 1924 | CLÉOPATRA              | Celsius – Cavalcade                             | Bruno (Bernard) Wenzel      | Stáj Kary                     | Vilém Lomax                | 2:39,0  |
| 1923 | WALLADA (HUN)          | Laudanum – Ikaria                               | János Pintér                | Stáj Kary                     | Stanislav Machač           | 2:46,0  |
| 1922 | SZEGED (HUN)           | Maxim – Seagull                                 | Géza Nagy                   | Ákos Horvát                   | Jiří Hitsch                | 2:43,8  |
| 1921 | BOXERL (AUT)           | Ossian – Sans Pardon                            | Jakob Vinzenz               | Bedřich Münzer-Münzbruck      | Jindřich Marsh             | 2,38,0  |